# Tortuna kyrka
Tortuna kyrka är en kyrkobyggnad som tillhör Tillberga församling i Västerås stift. Kyrkan ligger i samhället Tortuna omkring en mil nordost om Västerås. Fram till 1 januari 2006 hörde kyrkan till Tortuna församling som sedan uppgick i Tillberga församling.
Kyrkan byggdes ursprungligen på 1200-talet och en stor del av kyrkans murar återstår från den tiden. Det yttre utseendet tillkom dock i stor utsträckning under decennierna runt 1800, då bland annat tornet byggdes till. I kyrkorummet finns två stjärnvalv från 1400-talet som några decennier senare målades med några av Västerås stifts bäst bevarade kalkmålningar, som aldrig varit överkalkade. Flera av kyrkans medeltida föremål finns numera på Statens historiska museum, däribland en serie unika pannåmålningar, som utgör en passionssvit.

## Historia

### Medeltiden
Den äldsta historien om Tortuna kyrka är oklar. Strax öster om kyrkogården har man hittat gravar, vilka skulle kunna komma från en äldre kyrkogård vid ett kapell eller en kyrka, som i sådana fall var föregångare till den nuvarande. I Beskrifning öfver Wästmanland från 1754 skriver Olof Grau att det fanns en träkyrka öster om den nuvarande, på ”gamla kyrkogården” och att man då ännu såg rester efter den. Har skriver också att det berättas på bygden att den äldre kyrkan i själva verket var ett kapell som fungerade som annex till Björksta kyrka.
Också när det gäller den nuvarande byggnaden har det funnits flera olika dateringsförslag. Grau menar att den tidigare kyrkan revs 1320, och att den nuvarande påbörjades efter det. Enligt en inventarieförteckning från 1800-talet anges istället 1468 som året för nybygget. Enligt många sentida bedömare är det troligare att byggnaden härrör från åren omkring 1300. Vid en arkeologisk undersökning 2011 hittade man gravar som låg intill kyrkans mur, och en datering med kol-14-metoden visade att en av dem troligtvis begravts någon gång under perioden 1205–1265. Det är sannolikt att kyrkan redan funnits då. Kyrkan uppfördes redan från början som en salkyrka och hade troligtvis ett trätunnvalv över långhuset. I norr uppfördes en sakristia, och i den södra väggen fanns det två portar. På östgaveln fanns ett tredelat fönster.
Under 1400-talets senare del slogs två stjärnvalv i tegel över långhuset. Valvslagningen har troligen samband med ett avlatsbrev för kyrkan, utfärdat 1473 av biskop Ludechinus Abelis. Vid samma tid byggde man ett vapenhus framför den vänstra av de två portarna i söder och en träläktare över sakristian. Några decennier senare, troligtvis i början av 1500-talet, dekorerades valv och väggar med kalkmålningar av en okänd mästare. Under Slaget om Västerås 1521 ska kyrkan ha blivit plundrad.

### Efterreformatorisk tid
Vid ett blixtnedslag 1577 brann kyrktaket upp och klockstapeln med tre kyrkklockor förstördes. Kyrkorummets inredning brandskadades, dock inte kalkmålningarna. Redan året därpå reparerades yttertaket, men det dröjde till 1640-talet innan de brandskadade murarna lagades och målades. Vid samma tid tillkom orgel, predikstol och bänkar och under de kommande decennierna förstorades fönstren på östgaveln och södra långhusväggen samtidigt som ett nytt togs upp i norr.
Vid en ombyggnad 1780-1781 revs det då förfallna vapenhuset vid södra sidan och en ny ingång togs upp vid västra kortsidan. I den tidigare södra ingången sattes ett fönster in samtidigt som ett annat fönster murades igen. Den andra porten i söder flyttades längre österut. Fönstren förstorades till sin nuvarande storlek. Innerväggarna målades vita, men målningarna i valven lät man vara kvar.

### Senare tiders förändringar
Åren 1824–1825 uppfördes kyrktornet av byggmästaren Olof Sjöström efter ritningar av arkitekt C D Björk. I en storm några år tidigare hade det branta sadeltaket över långhuset blåst sönder. Det lagades och fick samtidigt sitt flackare fall. Under de följande decennierna byggdes en orgelläktare där man installerade en ny orgel; den tidigare 1600-talsorgeln flyttades till Skerike kyrka där dess fasad fortfarande finns kvar. Även större upprustningar genomfördes på 1860-talet, som man delvis bekostade genom att sälja en del av de medeltida inventarierna till Statens historiska museum. Bland annat renoverades fasader och fönster, och i kyrkorummet byttes bland annat golv och bänkar.
En stor del av kyrkans nuvarande utseende tillkom i och med en omgestaltning som genomfördes 1932 efter handlingar upprättade av arkitekt Arre Essén. Golven bröts upp för grundförstärkning och ett nytt undergolv göts. Nuvarande öppna bänkinredning på fernissat brädgolv tillkom. Kyrkväggarnas medeltida målningar frilades och konserverades. Nuvarande korfönster med glasmålningar av Per Månsson sattes in 1934.

## Kyrkobyggnaden
Tortuna kyrka omfattar ett rektangulärt långhus med kor i öster och kyrktorn i väster. Norr om koret finns en liten vidbyggd sakristia. Fasadmurarna är slätputsade och vitkalkade. På södra långhusväggen finns två rundbågiga fönsteröppningar, ett på den norra och ett på korgaveln, alla med täta spröjsverk och målade med mörkbrun oljefärg. Runda fönster och halvrunda fönster finns över portarna i väst och söder. Porten i söder har en omfattning med pilastrar i gustaviansk stil. Långhusets sadeltak täcks av dubbelfalsad, svartmålad plåt medan sakristian har valmat tak. Tornet täcks av svartmålade skivplåtar och har en fyrsidig lanternin som kröns med förgyllt kors på kula. I sakristians vägg finns en halv runsten (Vs 16) inmurad, med texten ”Ärnbjörn lät resa stenen efter ... ristade.”
Ingång sker genom den västra porten som leder in i ett vapenhus inrett under tornet. Kyrkorummet är enskeppigt och täckt med två stjärnvalv. Både väggarna och valven har medeltida kalkmålningar, varav de senare aldrig varit överkalkade. I nordväst, inbyggd i en pelare, leder en murad trappa upp till kyrkvinden. Fönstret över altaret, som är omgivet av altarprydnaden, har en glasmålning av konstnär Per Månsson från 1934. I väst finns en orgelläktare med ljusgrön fasad, smyckad med förgyllda sniderier. De öppna bänkarna står på brädgolv, medan mittgång och kor har golv av plattor i kalksten.

## Kalkmålningar
Kyrkans målningar har daterats till början av 1500-talet, och speciellt de i valven är mycket välbevarade eftersom de inte har varit överkalkade. De på väggarna har blivit överkalkade på 1700- och 1800-talet och dessutom skadats av tidigare fönsterförstoringar. De togs fram och konserverades 1932 av John Österlund. Identiteten på den som ligger bakom målningarna är okänd, och kallas ofta Tortunamästaren. Vissa likheter finns dock med andra konstverk från samma tid, bland annat kyrkomålningar i Alnö gamla kyrka och Svärdsjö kyrka. Ett helgonskåp och ett träkors i Venjans kyrka torde vara målade av Tortunamästaren.
På valven och väggarna finns utöver flera helgon och profeter också en del ovanliga motiv. Bland dem är en framställning av de sju sakramenten med en stor monstrans i mitten på korets nordvägg. På norra sidan av västra valvet finns den yttersta domen återgiven med Jesus i mitten och de döda som reser sig ur sina gravar under hans fötter. Till väster finns himmelriket och till höger helvetet, i form av sju käftar. Ytterligare en ovanlig framställning finns på den södra väggen och berättar om Sankt Erasmus liv. Bland motiven finns hans martyrdöd, som enligt helgonlegenden skedde genom att han kokas levande och fick sina tarmarna utdragna på en vinda.

## Inventarier
- Triumfkrucifixet är tillverkat i Mälardalen omkring år 1500.[11] Korset tillkom i samband med en restaurering på 1930-talet.[7]
- Altare, altarring och altarprydnad är alla tillverkade 1791 av bildhuggaren Jonas Holmin. Altaret har blåmarmorerade ytor medan altarringen från 1791 är sluten, med brunmarmorerade speglar och grå ramstycken. Altarprydnaden runt korfönstret består av pilastrar med brinnande urnor och ett förgyllt moln.[1]
- Predikstolen med tillhörande ljudtak är tillverkad av en lokal snickare 1643-1644 och målad av Anders och Karl Persson. Runt ljudtaket står en inskription: ”Ropa trösteligha, spaar icke, vpäff tina röst såsom en baswn, och förkunna mino folke theras öfwerträdelse, Esa 58.” På korgen finns skulpturer föreställnade Kristus, Paulus och de fyra evangelisterna.[4] Det finns också skulpturer föreställande helgonen Barbara och Gertrud som kommer från ett medeltida altarskåp. Det tidigare bakstycket med porträtt av reformatorerna Martin Luther och Philipp Melanchthon hänger under läktaren.[7]
- Nuvarande orgel installerades 1854, av orgelbyggare Gustaf Andersson i Stockholm, och byggdes om 1957.[1]
- I tornet hänger tre klockor. Den största väger 1578 kg och tillkom ursprungligen 1578. Den blev dock omgjuten 1863 av N P Linderberg. Den mellersta klockan väger 950 kg och blev gjuten 1665 av Ambjörn Andersson. Dess inskrift förkunnar:” Ifra solens upgang alt intil nedergangen ware herrans nampn lofwat.” Den minsta klockan, 250 kg, är gjuten 1767 av Lars Björkman och har inskriptionen: ”Gudi allena äran”.[12]

### Orgel
- En orgel från 1600-talet byggdes om 1642 av Lars Ersson, Enköping för 260 daler. Orgeln hade 5 stämmor.
- En ny orgel byggdes 1739 av Daniel Stråhle för 960 daler. Orgeln hade 5 stämmor. Orgeln flyttades 1854 till Skerike kyrka.

| Manual        |
| Qvintadena 8' |
| Principal 4'  |
| Qvinta 3'     |
| Oktava 2'     |
| Scharf 3      |

- Den nuvarande orgeln byggdes 1854 av Gustaf Andersson, Stockholm. Orgeln är mekanisk. Efter orgelbygget, så donerade Andersson även en Principalstämma till orgelverket som sattes in. Han var själv född i Tortuna socken.[14]1957 omdisponerades orgeln av A Magnussons Orgelbyggeri AB, Göteborg.

| Manual           | Pedal      | Koppel  |
| Principal 8' B/D | Subbas 16´ | Man/Ped |
| Gedackt 8' B     |            |         |
| Dubbelfleut 8' D |            |         |
| Fugara 8' D      |            |         |
| Octava 4'        |            |         |
| Fleut 4'         |            |         |
| Octava 2'        |            |         |
| Fleut 2'         |            |         |
| Mixtur 3 chor    |            |         |

#### Kororgel
Kororgeln byggdes 1970 av Olof Rydén, Stockholm. Orgeln är mekanisk.
| Manual            |
| Rörflöjt 8'       |
| Täckflöjt 4'      |
| Principal 2'      |
| Oktava 1'         |
| Crescendosvällare |

### Föremål på Historiska museet
På Statens historiska museum finns sedan 1860-talet flera av Tortuna kyrkas medeltida föremål. Anledningen till försäljningen var att kyrkan behövde pengar till en renovering. Greve Gustaf Malcolm Hamilton reserverade sig mot beslutet, som han kallade vandaliskt, och menade att det skulle orsaka kyrkan stor skada. Församlingen har senare försökt återfå föremålen.
De består av två träskulpturer som tidigare stått i ett altarskåp, och avbildar ett krönt manligt helgon och en biskop och ett altarskåp med ett centralt Golgatamotiv., båda från slutet 1400-talet och en träskulptur föreställande Sankt Göran och draken från omkring 1500.
Från början av 1500-talet kommer också tio av ursprungligen fjorton eller femton tavlor som visar Jesus sista dagar i livet. De användes under korsvägsandakter, och är den enda bevarade, medeltida svit av detta slag i Sverige. Kopior av målningarna finns i kyrkans kor.

## Omgivning
Söder om kyrkogården ligger prästgården och ytterligare söder om den finns kyrkskolan som har delar från 1800-talet. Väster om kyrkogården finns en timrad före detta likvagnsbod och två kyrkstallar, och norr om dessa en fattigstuga från omkring 1800.
Vid likvagnsboden finns tre så kallade ringarstenar, en fornlämningstyp som bara finns bevarade i östra Västmanland från omkring 1850. Stenarna markerade stället där kyrkklockorna skulle börja ringa när begravningståget närmade sig kyrkan. Vid varje väg fanns tre stenar på olika avstånd; var klockorna skulle börja ringa berodde på hur mycket man betalat. Priset stod på stenarna, 1, 3 eller 6 Riksdaler.